# Laufmantel

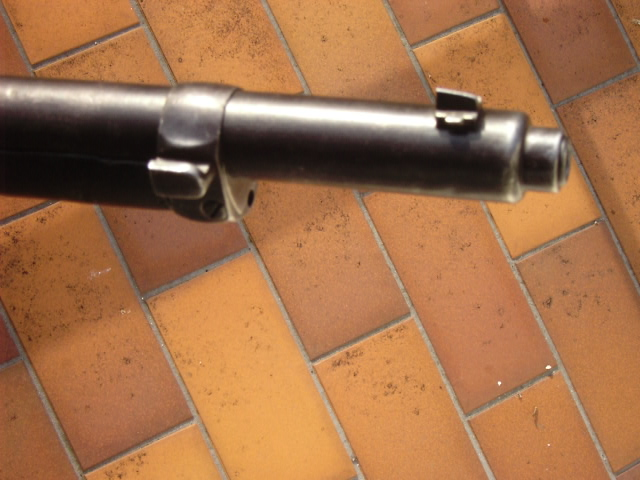
Der Lauf des Gewehrs 88; auf dem Laufmantel sitzt der Kornsockel

Ein Laufmantel ist ein zylindrischer Körper, früher aus Stahlblech, der sich um den Lauf eines Gewehrs zieht (z. B. Gewehr 88 oder beim belgischen Mauser-Gewehr M 1889) und quasi als Hülse des Laufes diente bei Feuerwaffen, um vor Verbrennungen der Hand zu schützen.
Heute ist er wieder bei Luftgewehren und -pistolen in Gebrauch und meist aus kohlenstofffaserverstärkten Kunststoffen gefertigt. Dort dient er dazu, dass der Lauf unbeeinflusst frei schwingen kann.

## Abgrenzung
Kühlmäntel sind wesentlich größer als Laufmäntel und oft mit Kühlflüssigkeit gefüllt. Der Laufmantel ist nicht mit dem Handschutz zu verwechseln, den viele militärisch genutzte Waffen haben, um Verbrennungen bei der versehentlichen Berührung des Laufes zu vermeiden. Ein Schalldämpfer für Waffen ähnelt gelegentlich der Form eines Laufmantels, ist aber auch von ihm zu unterscheiden.